# Port Saint Joe
La ville américaine de Port Saint Joe est le siège du comté de Gulf, en Floride. En 2004, elle comptait 3 638 habitants.

## À sourcer
Port Saint Joe est devenue le siège du comté en 1965.

## Démographie
| 1930 | 1940  | 1950  | 1960  | 1970  | 1980  |
| ---- | ----- | ----- | ----- | ----- | ----- |
| 851  | 2 393 | 2 752 | 4 217 | 4 401 | 4 027 |

| 1990  | 2000  | 2010  | - | - | - |
| ----- | ----- | ----- | - | - | - |
| 4 044 | 3 644 | 3 445 | - | - | - |

## Source
- (en) Cet article est partiellement ou en totalité issu de l’article de Wikipédia en anglais intitulé « Port St. Joe, Florida » (voir la liste des auteurs).